# Xenoblade Chronicles 3
Xenoblade Chronicles 3 — японская ролевая игра, разработанная компанией Monolith Soft для консоли Nintendo Switch. Релиз состоялся 29 июля 2022 года по всему миру.
Игра была анонсирована 10 февраля 2022 года в рамках презентации Nintendo Direct. Исполнительным директором является создатель серии — Тэцуя Такахаси.

## Игровой процесс
Xenoblade Chronicles 3 — action/RPG, в котором игрок управляет персонажами от третьего лица. Изначально игроку будет доступно шесть персонажей трёх классов: Атакующий, Защитник и Целитель. По мере прохождения игроку могут стать доступны новые персонажи, а также смена классов.
В бою игрок может использовать одновременно до семи персонажей. При этом управляемый персонаж может быть изменён в любой момент. Пары персонажей из числа шести основных героев могут использовать специальную возможность под названием «Интерлинк», которая на время превращает их в гигантов Уроборосов. Каждый Уроборос обладает сокрушительными атаками, способными изменить ход битвы.
Всего в Xenoblade Chronicles 3 игроку доступны 27 классов персонажей, каждый из которых обладают особыми атаками. Классы разблокируются при освобождении колоний и их командиров. Каждый класс имеет систему уровней; при достижении 10 уровня персонаж получает костюм класса, а при достижении 20 уровня — особые арты (атаки), которые можно применять, используя другой разблокируемый класс. Чтобы повысить уровень класса выше 10, нужно пройти особое задание героя.
Действия игры происходят на острове Айониос, образовавшемся после слияния миров прошлых частей серии.

## Сюжет
Игра объединит два мира предыдущих частей серии — Xenoblade Chronicles и Xenoblade Chronicles 2. События разворачиваются в мире Айониос, где уже несколько столетий идёт масштабная война между двумя нациями: Кевес, опирающейся на современные механические технологии, и Ангус, опирающейся на магию эфира.
Протагонистами являются шестеро подростков, по три от каждой стороны. Они отправляются к таинственному городу, расположенному на вершине меча титана Мехониса, чтобы узнать правду о конфликте двух наций.

## Разработка и выпуск
Согласно обращению Тэцуи Такахаси, опубликованному в честь анонса игры, главный образ игры — огромный сломанный меч Мехониса и распластанное тело титана Урайа из двух предыдущих игр серии, появился когда заканчивали разработку первой игры и начинали работу над второй игрой серии.
Над дизайном персонажей работает Масацугу Саито, отвечавший за дизайн персонажей Xenoblade Chronicles 2, а за ключевые графические решения отвечает Коити Мугитани, ранее работавший над Xenosaga.
Изначально выход игры был запланирован на сентябрь 2022 года, однако позже игру перенесли на более ранний срок — 29 июля того же года.

### Музыка
За музыкальное сопровождение отвечали композиторы, работавшие над предыдущими частями. А именно Ясунори Мицуда, Манами Киота, ACE (Томори Кудо и Хирё «Chico» Яманака), Кэндзи Хирамацу и Мериам Абоннаср.
Музыка в игре сохраняет уникальную атмосферу серии Xenoblade Chronicles, но при этом добавляет в свой мотив флейту. Игрок будет часто слышать звуки флейты в игре.

## Xenoblade Chronicles 3: Future Redeemed
Xenoblade Chronicles 3: Future Redeemed — сюжетное дополнение игры, выпущенное 26 апреля 2023 года для владельцев Expansion Pass. Future Redeemed является приквелом Xenoblade Chronicles 3 и объединяет сюжетно все части трилогии Xenoblade Chronicles.
Действия сюжетного дополнения происходят в отдельном регионе Цент-Омниа. В игре представлены локации и протагонисты предыдущих игр серии, в том числе Шулк и Рекс. Героям предстоит противостоять Альфе, существу, образовавшемся из частей процессора Тринити.

## Награды и критика
| Сводный рейтинг       | Сводный рейтинг |
| Агрегатор             | Оценка          |
| --------------------- | --------------- |
| Metacritic            | 89/100          |
| OpenCritic            | 88/100          |
| Иноязычные издания    |                 |
| Издание               | Оценка          |
| Destructoid           | 9,5/10          |
| Edge                  | 8/10            |
| Eurogamer             | Essential       |
| Famitsu               | 36/40           |
| Game Informer         | 7,25/10         |
| GameSpot              | 8/10            |
| IGN                   | 8/10            |
| Nintendo Life         | 10/10           |
| Nintendo World Report | 9/10            |
| Shacknews             | 9/10            |
| Video Games Chronicle | [ 20 ]          |
| Digital Trends        | [ 21 ]          |
| TechRadar             | [ 22 ]          |
| Trusted Reviews       | [ 23 ]          |
| Русскоязычные издания |                 |
| Издание               | Оценка          |
| StopGame.ru           | Изумительно     |
| «Игры Mail.ru»        | 6/10            |

### Отзывы и критика
Игра получила 89 баллов на сайте-агрегаторе Metacritic.

### Награды и номинации
До выхода игры, в опросе японского издания Famitsu, опубликованном 24 июля 2022, Xenoblade Chronicles 3 заняла второе место в списке самых ожидаемых игр в Японии.
Издание Polygon поставило Xenoblade Chronicles 3 на 20 место в списке лучших игр 2022 года.
| Год  | Награда                          | Категория                     | Результат | Примечание           |
| ---- | -------------------------------- | ----------------------------- | --------- | -------------------- |
| 2022 | Golden Joystick Awards           | Игра года                     | Номинация | [ 29 ] [ 30 ] [ 31 ] |
| 2022 | Golden Joystick Awards           | Лучшее звуковое сопровождение | Номинация | [ 29 ] [ 30 ] [ 31 ] |
| 2022 | Golden Joystick Awards           | Игра года для Nintendo        | Номинация | [ 29 ] [ 30 ] [ 31 ] |
| 2022 | The Game Awards 2022             | Игра года                     | Номинация | [ 32 ]               |
| 2022 | The Game Awards 2022             | Лучший саундтрек              | Номинация | [ 32 ]               |
| 2022 | The Game Awards 2022             | Лучшая ролевая игра           | Номинация | [ 32 ]               |
| 2023 | Famitsu Dengeki Game Awards 2022 | Лучшая ролевая игра           | Победа    | [ 33 ]               |
| 2023 | Famitsu Dengeki Game Awards 2022 | Лучший сценарий               | Номинация | [ 33 ]               |
| 2023 | Famitsu Dengeki Game Awards 2022 | Лучшая музыка                 | Номинация | [ 33 ]               |